# Kwestionariusz Oswestry
Kwestionariusz Oswestry (ang. Oswestry Disability Index - ODI) pozwala na ocenę niepełnosprawności, która spowodowana jest dolegliwościami bólowymi kręgosłupa piersiowo-lędźwiowego. Podczas wypełniania kwestionariusz chory odpowiada na pytania dotyczące: nasilenia bólu, samodzielności, podnoszenia przedmiotów, chodzenia, siedzenia, stania, spania, życia towarzyskiego, aktywności seksualnej oraz podróżowania. Odpowiedzi na pytania pozwalają sklasyfikować jak bardzo ograniczone jest funkcjonowanie chorego podczas wykonywania poszczególnych czynności. Odpowiedzi są klasyfikowane od 0 do 5. Zbiorczy wynik przedstawia się w skali punktowej 0-50 lub w skali procentowej 0-100% określający stopień niepełnosprawności u badanego chorego.
Odpowiednikiem dla części szyjnej kręgosłupa jest formularz NDI (Neck Disability Index)
interaktywny formularz Oswestry